# Елан (река)
Елан (на руски: Елань) е река в Саратовска и Волгоградска област на Русия, десен приток на Терса (десен приток на Медведица, ляв приток на Дон). Дължина 218 km. Площ на водосборния басейн 2120 km².
Река Елан води началото си от западните части на обширното Приволжко възвишение, на 213 m н.в., на 2 km североизточно от село Степное, в западната част на Саратовска област. В горното течение тече в западна посока, а в долното и средното – в посока юг-югоизток, по крайните югозападни разклонения на Приволжкото възвишение в широка и асиметрична долина, в която силно меандрира. Постоянно водно течение има само в долното течение след село Воронино в Саратовска област. Влива се отдясно в река Терса (десен приток на Медведица, ляв приток на Дон). при нейния 108 km, на 120 m н.в., при селището от градски тип Елан във Волгоградска област. Основни притоци: Красавка (55 km, ляв); Сухая Елан (38 km, десен). Има смесено подхранване с преобладаване на снежното и подземното с ясно изразено пролетно пълноводие през април. Среден годишен отток 1,03 m³/s. Заледява се в средата на ноември, а се размразява през 1-вата половина на април. По бреговете на реката са разположени около 20 населени места, в т.ч. селището от градски тип Елан във Волгоградска област, разположено в устието на реката.